# Cotorra de Derby
La cotorra de Derby (Psittacula derbiana) és una espècie d'ocell de la família dels psitàcids que habita boscos de l'Himàlaia, al sud-est del Tibet i sud-oest de la Xina.